# Jupp Eisele
Jupp Eisele (* 1935) ist ein deutscher Kunstlehrer und Kunstsammler.

## Leben
Nach einem Kunststudium auf Lehramt und dem anschließenden Referendariat war er seit 1961 Kunstlehrer am Albert-Einstein-Gymnasium in Ravensburg, von 1975 bis 1994 als Rektor.
Er lebt in Ravensburg und ist verheiratet.

## Kurator und Berater in Oberschwaben
Jupp Eisele ist als Kurator und Berater verschiedener Kunstausstellungen in der Region Oberschwaben aktiv. Er leitete 1966 bis 1996 die Städtische Galerie Ravensburg. Als privater Sammler akquirierte er Werke u. a. von Georg Baselitz, Sigmar Polke, HAP Grieshaber und Robert Schad. Zur Renovierung einzelner historischer Bauwerke in der Region Oberschwaben steuerte er Kunstwerke bei, z. B. 179 Glasfensterscheiben für die Friedhofskapelle in Tettnang. Besondere Verdienste erwarb er sich um die Wiederentdeckung des Ravensburger Künstlers Julius Herburger.
Zum Jahreswechsel 2023/24 vermachten Jupp Eisele und seine Gemahlin Marielle die gemeinsame Kunstsammlung der Stadt Ravensburg. Für seine Verdienste um das Kulturleben in Ravensburg erhielt er 2012 den Kulturpreis der Städte Ravensburg und Weingarten überreicht, von Oberbürgermeister Daniel Rapp.
Zu dem von ihm geförderten Künstlernachwuchs zählen u. a. Rolf Wicker, Romain Finke und Robert Schad.

## Publikationen (Auswahl)
- Jörg Becker; Jupp Eisele: Peter Telljohann – Bilder, Abstände, Spielräume, Kunstmuseum der Stadt Albstadt, Albstadt, 2021, ISBN 978-3-923644-96-4.
- J.A. Schmoll; Jupp Eisele; Willy Rotzeler: Maria Hoepffner – Dias fotografische und lichtkinetische Werk, Ausstellungskatalog der Städtischen Galerie Ravensburg, Eigenverlag Ravensburg 1982.